# 高金钿
高金钿（1940年—2018年12月13日），山东石庄人，中国人民解放军将领、中国人民解放军中将。 
1999年，授予中国人民解放军中将，曾任国防大学副校长。